# Pasir (Mijen)
Pasir is een bestuurslaag in het regentschap Demak van de provincie Midden-Java, Indonesië. Pasir telt 7916 inwoners (volkstelling 2010).